# Cantonul Belle-Isle-en-Terre
Cantonul Belle-Isle-en-Terre este un canton din arondismentul Guingamp, departamentul Côtes-d'Armor, regiunea Bretania, Franța.

## Comune
- Belle-Isle-en-Terre (reședință)
- La Chapelle-Neuve
- Gurunhuel
- Loc-Envel
- Louargat
- Plougonver
- Tréglamus